# خوسيه إيناسيو دي ميلو
خوسيه إيناسيو دي ميلو هو لاعب كرة قدم برازيلي في مركز الوسط، ولد في 7 يناير 1934 في جوازيرو دو نورتي في البرازيل. لعب مع نادي أتلتيكو فيروفياريو.

## وصلات خارجية
- خوسيه إيناسيو دي ميلو على موقع قاعدة بيانات كرة القدم.إي يو (الإنجليزية)
- خوسيه إيناسيو دي ميلو على موقع ناشيونال فوتبول تيمز (الإنجليزية)